# Bernd Hölzenbein
Bernd Hölzenbein (født 9. marts 1946, død 15. april 2024) var en tysk fodboldspiller, der i perioden 1973-1978 spillede 40 landskampe og scorede 5 mål. På klubplan spillede han primært for den tyske klub Eintracht Frankfurt, en klub han senere hen – 1988-1996 – var sportsdirektør og vicepræsident i.